# Zenone Veronese
Zenone Veronese (Verona, 1484 – Salò, 1552-1554) è stato un pittore italiano.

## Biografia

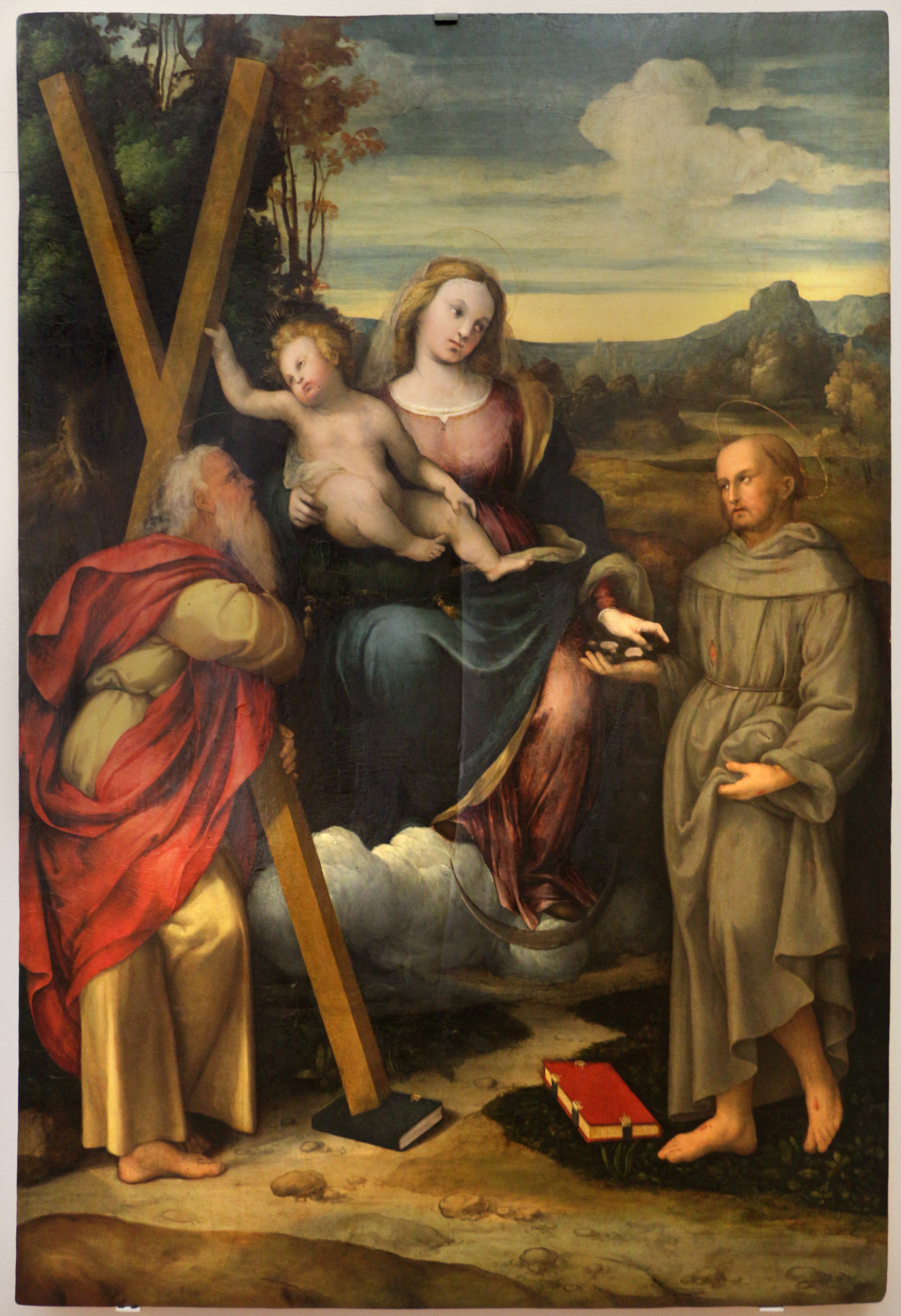
Madonna con Bambino tra Sant'Andrea e San Francesco, Palazzo dei Diamanti, Ferrara

Si stabilì a Salò, sulle rive del lago di Garda, agli inizi del Cinquecento e vi rimase attivo fino al 1520 circa, quando si trasferì a Rimini, soggiorno documentato anche da Giorgio Vasari nella sua opera. Ritornato a Salò verso la fine degli anni '30, vi rimase fino alla morte, lavorando in città e negli immediati dintorni.
Il suo percorso artistico inizia in ambito 
veronese con influenze di Nicola Giolfino e di Girolamo dai Libri, come dimostrano le prime opere, San Girolamo e Sant'Antonio abate eseguite per il duomo di Salò. Altra opera della giovinezza, firmata e datata 1513, è il Compianto sul Cristo morto nella stessa chiesa.
La tecnica pittorica si evolve per l'influenza di Giorgione, mediata attraverso seguaci di terraferma della pittura veneta, ma anche per conoscenze di elementi umbro-emiliani, assorbiti dalla corte mantovana dei Gonzaga, dominata da Lorenzo Costa e dal giovane Correggio. La maggior parte delle sue opere sono conservate nella zona del Garda, fra Salò, Cavriana, Gardone Riviera, Desenzano, Padenghe, dove lascia l'ultima opera datata, una arcaicizzante Madonna con Santi, che risale al 1552.